# Чибижек
Чибижек — посёлок в Курагинском районе Красноярского края России, образует Чибижекский сельсовет.
Расстояние до ближайшей железнодорожной станции Кошурниково 27 км.

## История
Первое упоминание о появлении людей в пойме реки Чибижек относится к 1830 году.
С 1912 года Золотопромышленник Иваницкий открывает прииск и дает ему название Чибижек. С 30-х годов XX века стало добываться рудное золото. В мае 1941 года населённому пункту Артемовского района присвоено название рабочего поселка.
Статус рабочего посёлка — с 1941 года до 2013 года.
В 1960-е годы пройден ствол и запущена шахта № 6, в поселке началось интенсивное строительство, численность населения возросла до 5 тыс. человек.

## Население
| 1959 | 1970  | 1979 | 1989 | 2002 | 2007 | 2009 | 2010 | 2012 |
| ---- | ----- | ---- | ---- | ---- | ---- | ---- | ---- | ---- |
| 1366 | ↘1200 | ↘938 | ↘827 | ↘353 | ↘236 | ↘230 | ↘196 | ↘190 |
| 2013 | 2014  | 2015 | 2016 | 2017 |      |      |      |      |
| ↘180 | ↘165  | ↘155 | ↘141 | ↗142 |      |      |      |      |